# Wendell Corey
Wendell Corey (20 de marzo de 1914-8 de noviembre de 1968) fue un actor estadounidense.
Su verdadero nombre era Wendell Reid Corey, nació en Dracut, Massachusetts. Sus padres eran Milton Rothwell Corey (pastor de la Iglesia congregacional) y Julia Etta McKenney. Wendell recibió su educación en Springfield (Massachusetts).
Corey inició su carrera en el teatro, haciendo numerosas representaciones de temporada veraniega. Mientras trabajaba con una compañía de teatro de la Works Progress Administration a finales de los años treinta, conoció a su futura esposa, Alice Wiley, con la que tuvo cuatro hijos: Jonathan, Jennifer, Bonnie Alice, y Robin.
Su debut en Broadway fue en Comes the Revelation (1942). Tras hacer diversos papeles secundarios, tuvo su primer éxito en la comedia de Elmer Rice Dream Girl (1945). Mientras trabajaba en el teatro, Corey fue visto por el productor Hal B. Wallis, quien le persuadió para que firmara un contrato con Paramount Pictures e iniciara una carrera cinematográfica en Hollywood.
Su inicio en el cine fue en el papel de un gánster en Desert Fury (1947), película protagonizada por John Hodiak, Lizabeth Scott, y Mary Astor. Corey intervino en Sorry, Wrong Number (Voces de muerte) (1948), con Barbara Stanwyck y Burt Lancaster, y un año después fue el prometido de Janet Leigh en la comedia romántica interpretada por Robert Mitchum Holiday Affair. Protagonizó junto a Stanwyck The File on Thelma Jordon (1950), y con Joan Crawford rodó Harriet Craig, la cual fue estrenada el mismo año. Entre sus otras películas destacan La ventana indiscreta (1954), de Alfred Hitchcock, protagonizada por James Stewart y Grace Kelly, junto a Thelma Ritter y Raymond Burr; The Big Knife (1955), con Jack Palance, Ida Lupino y Shelley Winters; The Rainmaker (El farsante, 1956), con Burt Lancaster y Katharine Hepburn; y Loving You (1957), con Elvis Presley y Lizabeth Scott.
Protagonizó los programas de televisión Harbor Command (1957) y The Eleventh Hour (1961-1963), e intervino como estrella invitada en varios shows, incluyendo Alfred Hitchcock presenta, Los Intocables (1959), Burke's Law, Perry Mason y The Wild Wild West.
Corey fue presidente de la Academia de las Artes y las Ciencias Cinematográficas de Hollywood de 1961 a 1963, y miembro del consejo de directores del Screen Actors Guild. Defensor del Partido Republicano de los Estados Unidos desde 1956, Corey fue elegido para formar parte del ayuntamiento de Santa Mónica, California, en abril de 1965. Como político conservador, se presentó a las elecciones al Congreso de los Estados Unidos por California en 1966, pero perdió las primarias. En el momento de su muerte todavía formaba parte del ayuntamiento.
Falleció a los 54 años de edad en el Motion Picture & Television Hospital de Woodland Hills (Los Ángeles), a causa de una cirrosis hepática secundaria a un alcoholismo. Fue enterrado en el cementerio Washington, en Washington, Massachusetts.
Wendell Corey tiene una estrella en el Paseo de la Fama de Hollywood por su trabajo para la televisión, en el 6328 de Hollywood Boulevard.

## Filmografía
- Desert Fury (1947) ... Johnny Ryan
- I Walk Alone (Al volver a la vida) (1948) ... Dave
- The Search (Los ángeles perdidos) (1948) ... Jerry Fisher
- Sorry, Wrong Number (Voces de muerte) (1948) ... Doctor Alexander
- Man-Eater of Kumaon (1948) ... Dr. John Collins
- The Accused (1949) ... Tte. Ted Dorgan
- Any Number Can Play (Hagan juego) (1949) ... Robbin Elcott
- Holiday Affair (1949) ... Carl Davis
- The File on Thelma Jordon (1950) ... Cleve Marshall
- No Sad Songs for Me (Amarga sombra) (1950) ... Brad Scott
- The Furies (Las furias) (1950) ... Rip Darrow
- Harriet Craig (1950) ... Walter Craig
- The Great Missouri Raid (1951) ... Frank James
- Rich, Young and Pretty (1951) ... Jim Stauton Rogers
- The Wild Blue Yonder (1951) ... Capt. Harold Calvert
- The Wild North (1952) ... Policía Pedley
- Carbine Williams (Carabina Williams) (1952) ... Capt. H.T. Peoples
- My Man and I (1952) ... Ansel Ames
- Jamaica Run (La casa grande de Jamaica) (1953) ... Todd Dacey
- Hell's Half Acre (1954) ... Chet Chester
- Laughing Anne (1954) ... Capt. Davidson
- La ventana indiscreta (1954) ... Teniente de detectives Thomas J. "Tom" Doyle
- The Big Knife (1955) ... Smiley Coy
- The Killer Is Loose (El asesino anda suelto) (1956) ... Leon Poole
- Amanecer sangriento (The Bold and the Brave) (1956) ... Fairchild
- The Rack (Traidor a su patria) (1956) ... May. Sam Moulton
- The Rainmaker (El farsante, 1956) ... Sheriff J. S. File
- Loving You (1957) ... Walter "Tex" Warner
- The Light in the Forest (1958) ... Wilse Owens
- Alias Jesse James (1959) ... T. J. "Jesse" James
- Blood on the Arrow (1964) ... Clint Mailer
- Agent for H.A.R.M. (1966) ... Jim Graff
- Broken Sabre (1966)
- Women of the Prehistoric Planet (1966) ... Almirante David King
- Waco (1966) ... Predicador Sam Stone
- Picture Mommy Dead (La muñeca de trapo) (1966) ... Clayborn
- Cyborg 2087 (1966) ... Sheriff
- Red Tomahawk (1967) ... Sy Elkins
- Buckskin (1968) ... Rep Marlowe
- The Star Maker (1968)
- The Astro-Zombies (1969) ... Holman